# Esbart Dansaire de Rubí
L'Esbart Dansaire de Rubí és una entitat cultural fundada a Rubí per Josep Guardiet i Pujol. La presentació oficial de l'Esbart fou el 18 de novembre de 1923 amb un recital al casal parroquial de Sant Pere de Rubí.
L'esbart treballa en l'ensenyament de la dansa catalana mitjançant la seva escola, la producció i presentació d'espectacles amb el cos de ball, i la conservació i difusió de les tradicions catalanes. I, així, la primera activitat que es proposà van ser els cursets de ballets, que duia a terme Leandre Perecaula, recuperant balls i danses que havien salvat de l'oblit Aureli Capmany, Joan Amades i Joan Rigall.
L'esbart participa activament en el manteniment i promoció de les tradicions de la ciutat, especialment en l'Aplec de Sant Muç, la Festa dels Xatos i la ballada de gitanes al carrer durant la festa major, i l'organització del Rubifolk, el Festival Internacional de Dansa Tradicional de Rubí.

## El Ball de Gitanes de Rubí
El ball de Gitanes es tracta d'una dansa de Carnestoltes tradicionalment present a les comarques del Vallès Oriental i el Vallès Occidental. A Rubí el ball s'ha traslladat a la Festa Major sent una dansa que cal presenciar-la i viure-la.
El Ball de Gitanes era una autèntica festa que des del seu origen entre els gitanos que celebraven les bodes fins a la incorporació al patrimoni popular de la nostra gent, va viure multitud d'incorporacions com música i personatges. També va servir per organitzar concursos i encara avui és el document de dansa més festiu de la tradició catalana.
A Rubí es ballen les Gitanes des d'abans de la fundació de l'Esbart, el 1923, i consten al programa de Festa Major de 1927; però va ser a partir de la versió coreogràfica creada per Albert Sans quan el Ball de Gitanes de Rubí va adquirir una nova personalitat artística i una major difusió, juntament amb un arrelament popular a la ciutat, que s'identificà amb aquesta dansa fins a fer-la representativa. La nova coreografia es va estrenar el 19 de març de 1970 al Teatre la Faràndula de Sabadell.
El 2007 Rubí va celebrar els 80 anys d'interpretació d'aquesta dansa, 37 de la recreació escènica i 25 d'ençà que els ciutadans de Rubí van voler retornar-la al carrer cada any, durant les dates de Festa Major. El 2019 es va celebrar el cinquantenari de l'estrena de la versió coreogràfica d'Albert Sans.